# Gisbert von Romberg I.
Gisbert Christian Friedrich Freiherr von Romberg (auch Giesbert von Romberg I.; * 19. Juli 1773 in Brünninghausen (heute Dortmund); † 4. August 1859 ebenda) war ein märkischer Adeliger, Bergbauunternehmer und Politiker. Von 1809 bis 1813 war er im napoleonischen Großherzogtum Berg Präfekt des Ruhrdepartments.

## Leben

Stammbaum des Gisbert Christian Friedrich von Romberg

Gisbert von Romberg wurde am 19. Juli 1773 auf Haus Brünninghausen im gleichnamigen Ort im Amt Hörde als Sohn des Caspar Adolf von Romberg und seiner Ehefrau Louise von Diepenbrock geboren. Der Vater war Oberhaupt der märkischen Adelsfamilie von Romberg und als Bergbauunternehmer tätig, die Mutter entstammte einer reichen Adelsfamilie und war Erbin von Schloss Buldern. Er wurde reformiert getauft. Von Romberg erhielt zunächst Unterrichtung durch Hauslehrer und kam im Alter von zwölf Jahren in die Schule des Klosters Berge, zur damaligen Zeit eine der angesehensten Schulen im deutschen Sprachraum. Fünf Jahre später begann er ein Jurastudium in Halle (Saale), wurde jedoch schon nach drei Semestern von seinem Vater zurück nach Brünninghausen gerufen. Gisbert schlug eine Verwaltungslaufbahn ein und wurde Kammerherr des Preußischen Hofes. Seit 1793 gehörte er der Märkischen Ritterschaft an. Nach dem Tod des Vaters 1795 übernahm er mit 22 Jahren die Verwaltung des Familienbesitzes, der auf einen Wert von 900.000 Reichstalern geschätzt wird. 1796 heiratete er Caroline von Boeselager, die Stifterin des Klosters Maria-Hilf in Bonn. 1803 wurde der gemeinsame Sohn Clemens Conrad Franz von Romberg geboren. 
Nach der Besetzung Westfalens 1806 durch französische Truppen im Zuge des vierten Napoleonischen Kriegs gehörte von Romberg zur märkischen Deputation, die mit der neuen französischen Administration verhandelte, und galt als deren Wortführer. Er wurde zum Präfekt des Ruhrdepartements im Großherzogtum Berg ernannt und nahm die Stellung nach einigem Drängen an. Nach der Rückeroberung durch Preußen 1813 wurde er zum Landesdirektor ernannt, drei Jahre später schied er aus dem Staatsdienst aus. Von Romberg war dem ländlichen Leben in Brünninghausen sehr verbunden und ließ dort neben dem alten Burghaus ein neues klassizistisches Schloss erbauen sowie zwischen 1818 und 1822 den Schlosspark im englischen Stil anlegen. 1826 zog er in den westfälischen Provinziallandtag ein und wurde auf Vorschlag seines Freundes Karl Freiherr vom Stein zum stellvertretenden Landtagsmarschall ernannt. Nach Ablauf der Wahlperiode 1832 zog er sich endgültig aus der Politik zurück. 1856 nahm er den katholischen Glauben seiner Frau an. Am 4. August 1859 starb Gisbert von Romberg im Alter von 86 Jahren auf Haus Brünninghausen.

## Wirken
Gisbert von Romberg erbte einen großen Familienbesitz. Der Vater Caspar Adolf von Romberg hatte Haus Westhemmerde und das daran anhängenden Haus Werl über die Linie seiner Frau erworben sowie Haus Rüdinghausen und Haus Ermelinghof ersteigert. Zu diesen Häusern gehörte abhängiger bäuerlicher Besitz, für den Caspar Adolf von Romberg eine exakte Verwaltung einführte. 1752 legte er den Glückauf Erbstollen an, 1765 erhielt er die Erbstollengerechtigkeit, 1768 folgten die Erbstollen am Wesselberg und am Hacheneyer Kamp. Ab 1791 wirkte Gisbert von Romberg in diesem Familienbesitz und baute gemeinsam mit seinem Vater den Guts- und Zechenbesitz aus. Der Kauf von Haus Stockum 1794 wird schon auf Gisbert von Romberg zurückgeführt. Nach dem Tod des Vaters setzte Gisbert dessen Expansionspolitik fort. In der ersten Hälfte des 19. Jahrhunderts gehörte die Familie von Romberg somit zu den größten Eigentümern im Ruhrgebiet. Als Hauptgewerke der Zeche Vollmond in Langendreer setzte er sich für die Aufstellung einer Dampfmaschine dort ein, als schließlich 1802 eine solche in Betrieb genommen wurde, war es die erste in einem westdeutschen Bergwerk. Als persönlicher Berater bei der Verwaltung seines umfangreichen Bergbaubesitzes diente über 25 Jahre lang der märkische Bergamtsdirektor Johann Ehrenfried Honigmann aus Bochum.
Ab dem Jahr 1803 begann auch Rombergs politisches Wirken, als er aktiv an den Verhandlungen in der märkischen Ritterschaft teilnahm, in die er schon zehn Jahre zuvor aufgenommen worden war. Nach der französischen Besatzung Westfalens und der Eingliederung der Grafschaft Mark in das Großherzogtum Berg 1808 wurde er 1809 zum Präfekten des Ruhrdepartments ernannt. Er nahm dieses Amt aus politischem Opportunismus und auf Anraten von Freunden an. Als solcher war er zuständig für alle Angelegenheiten der Verwaltung, der Finanzen und des Kriegswesens. Von Romberg setzte sich maßgeblich dafür ein, dass seine Heimatstadt Dortmund und nicht Hamm zum Sitz der Präfektur bestimmt wurde. Als Präfekt und damit französischer Beamter protestierte er 1811 bei Napoléon persönlich gegen die hohen Steuern und konnte so eine Erhöhung verhindern. Die hohen Abgaben führten aber zu einem Schwarzmarkt, gegen den von Romberg nach Meinung des kaiserlichen Kommissars Jacques Claude Beugnot nicht hart genug vorging. Als im November 1813  preußische Truppen in der Mark einmarschierten, wurde von Romberg der Zusammenarbeit mit dem Feind beschuldigt. Diese Anschuldigungen verstummten aber, als Ludwig von Vincke ihn zum Landesdirektor der von Preußen rückeroberten Gebiete zwischen Rhein und Weser ernannte. Dieses Amt behielt Gisbert von Romberg bis 1816. Als 1824 das Amt des Regierungspräsidenten in Arnsberg frei wurde, berief man auf Anraten des ehemaligen Ministers Karl Freiherr vom Stein zunächst von Romberg. Er stellte die Reform der Verwaltung als Bedingung an die Annahme des Amts, woran seine Berufung scheiterte. Gisberg von Romberg konzentrierte sich nun auf Wirtschaftspolitik und wurde 1826 Mitglied des Provinziallandtages und 1828, 1830 und 1832 Vorsitzender des Ausschusses für Handel und Gewerbe. 1828 wurde er stellvertretender Landtagsmarschall. Nach Ablauf der Wahlperiode 1832 schied er aus der aktiven Politik aus. Er wirkte jedoch weiter als graue Eminenz der westfälischen Landespolitik, insbesondere durch seine Freundschaft zu Karl Freiherr vom Stein.

## Ehrungen
- Am 30. Dezember 1811 wurde Romberg von Napoleon zum Mitglied der Ehrenlegion ernannt.[4]
- Nach Gisbert von Romberg ist im Dortmunder Stadtteil Hacheney das Berufskolleg benannt.